# Yusak Pakage
Yusak Pakage (nascut c. 1979) és un activista polític independentista de Papua Occidental, conegut sobretot pel seu empresonament entre 2005 i 2010 per haver hissat la bandera de l'estel de l'alba.

## Incident de la bandera

La bandera de l'estel de l'alba, usada pels independentistes de Papua

El desembre de 2004, Pakage i Filep Karma van hissar la bandera de l'estel de l'alba en una manifestació de 200 persones fora del districte d'Abepura, a la ciutat de Jayapura. Segons Amnistia Internacional, la policia va disparar contra la multitud i va avançar a cops de porra, fins a detenir a Karma. Més tard, Pakage va protestar per la detenció a la comissaria i també va ser arrestat.
El gener de 2005, Pakage i Karma van ser jutjats per traïció davant el Tribunal del Districte de Jayapura. El fiscal va acusar Pakage d'haver «danyat la sobirania d'Indonèsia». Al maig, partidaris de la independència de Papua Occidental es van enfrontar amb la policia a l'exterior del jutjat, llançant pedres i ampolles mentre la policia lluitava contra la multitud amb porres. El comandant de la policia encarregat de l'operació va ser declarat culpable de violacions dels drets humans i va ser substituït diversos dies després de l'incident.
En acabar el judici, Pakage va ser condemnat a deu anys de presó mentre que Karma va ser condemnat a quinze anys. El 24 d'agost de 2005, Pakage va escapar breument de la custòdia mentre estava sota escorta per buscar un llibre a casa seva. Unes hores més tard, va ser recapturat a l'oficina de l'ONG Elsham Papua. Diverses organitzacions internacionals de drets humans van protestar en nom de Pakage i Karma, inclosa Amnistia Internacional, que els va designar presoners de consciència, i Human Rights Watch, que els va qualificar de presos polítics i va instar el seu alliberament immediat.
L'agost de 2008, 40 membres del Congrés dels Estats Units van enviar una carta al govern d'Indonèsia demanant l'alliberament d'ambdós independentistes, en resposta a la qual una concentració de 100 persones va protestar davant de l'ambaixada dels Estats Units a Jakarta. El govern indonesi va rebutjar la petició i Demianus Rumbiak, de la divisió papú del Ministeri de Dret i Drets Humans d'Indonèsia, va declarar que el Congrés dels Estats Units no tenia dret a interferir en els problemes interns d'Indonèsia, afirmant que l'arrest de Pakage no era un problema de drets humans, ja que havia estat empresonat per violar el dret positiu indonesi. Tanmateix, més tard, Pakage va ser un dels 457 presoners papús que van rebre una reducció de condemna amb tres mesos de clemència.
El 2009, l'arrest de Pakage i Karma van ser objecte de noves protestes davant l'ambaixada d'Indonèsia a Washington DC. A mitjans de 2010, el president Susilo Bambang Yudhoyono va indultar Pakage i el 8 de juliol va sortir de la presó. Human Rights Watch va emetre una declaració elogiant l'alliberament, però també demanant que la resta de presos polítics a Indonèsia fossin alliberats.

## Activitat posterior
Pakage va continuar el seu activisme després del seu alliberament, convertint-se en el coordinador del «Parlament del carrer» (Parlemen Jalanan), que va defensar els presos papús. El maig de 2012, juntament amb el Moviment de Papua Lliure, va anunciar que celebrarien una altra cerimònia per aixecar la bandera de l'estel de l'alba.
El 23 de juliol de 2012 va ser arrestat de nou per tenir un ganivet a la bossa mentre observava el judici del seu company Buchtar Tabuni, acusat d'haver organitzat protestes violentes. Al seu torn, Pakage va ser acusat de «tinença d'arma», delicte que comporta una pena màxima de deu anys de presó. Segons Amnistia Internacional, el 24 d'agost encara se li denegava l'accés a un advocat i, segons els informes, la policia l'havia amenaçat de maltractament físic.